# Maj Sjöwall
Maj Sjöwall, född 25 september 1935 i Stockholm, död 29 april 2020 i Landskrona, var en svensk författare, journalist och översättare. Hon skrev bland annat Sjöwall Wahlöö-böckerna, författade 1965–1975 tillsammans med Per Wahlöö.

## Biografi

### Bakgrund
Maj Sjöwall var dotter till företagsledaren Will Sjöwall och hans andra hustru Margit Trobäck samt halvsyster till företagsledaren Lars Sjöwall.
Efter genomgången flickskola var Maj Sjöwall anställd vid Åhlén & Åkerlunds förlag 1954–1959, Wahlström & Widstrands förlag 1959–1961 samt Esselte 1961–1963.

### Författarskap med Per Wahlöö
Tillsammans med Per Wahlöö, som hon levde ihop med från 1963 till hans bortgång 1975, skrev hon tio kriminalromaner med Martin Beck som huvudperson. Författarparet bestämde sig från början för att skriva tio böcker, en om året, eftersom de tyckte antalet verkade lagom. Böckerna författades vanligtvis på våren för att ges ut under hösten.
I filmserien där Gösta Ekman spelar Martin Beck gjorde Maj Sjöwall ofta små cameo-roller. I Stockholm Marathon (1994) var hon loppets starter, i Brandbilen som försvann (1993) var hon en av passagerarna på flygplanet, i Roseanna (1993) spelade hon Per Månssons sekreterare, i Mannen på balkongen (1993) ser man henne som lärarinna, i Polismördaren (1994) spelar hon stugägaren som fått inbrott och i Polis polis potatismos (1993) är hon en gäst i restaurangen just när mordet ska ske.

### Efter Wahlöö
Efter Per Wahlöös död fortsatte Sjöwall som översättare, lektör och – i något mindre skala – som författare. Tillsammans med dansken Bjarne Nielsen skrev hon 1989 långnovellen Dansk intermezzo. Året efter kom thrillern Kvinnan som liknade Greta Garbo, där Tomas Ross var medförfattare.

### Familj
Maj Sjöwall var gift första gången 1955–1958 med redaktören Gunnar Isaksson (1915–1983) och andra gången 1959–1962 med fotografen Hans J Flodquist (1912–1987), son till läkaren Lars Flodquist. År 1963 flyttade hon ihop med Per Wahlöö, som hon fick två söner med, Tetz Sjöwall Wahlöö (född 1963) och Jens Sjöwall Wahlöö (född 1966), som båda är verksamma i filmbranschen. Hon har även en dotter, sjuksköterskan Lena Sjöwall (född 1956), i ett annat förhållande.
Maj Sjöwall var under en tid bosatt i Köpenhamn. Från oktober 2015 bodde hon under en period på Ven.

## Litterär skylt

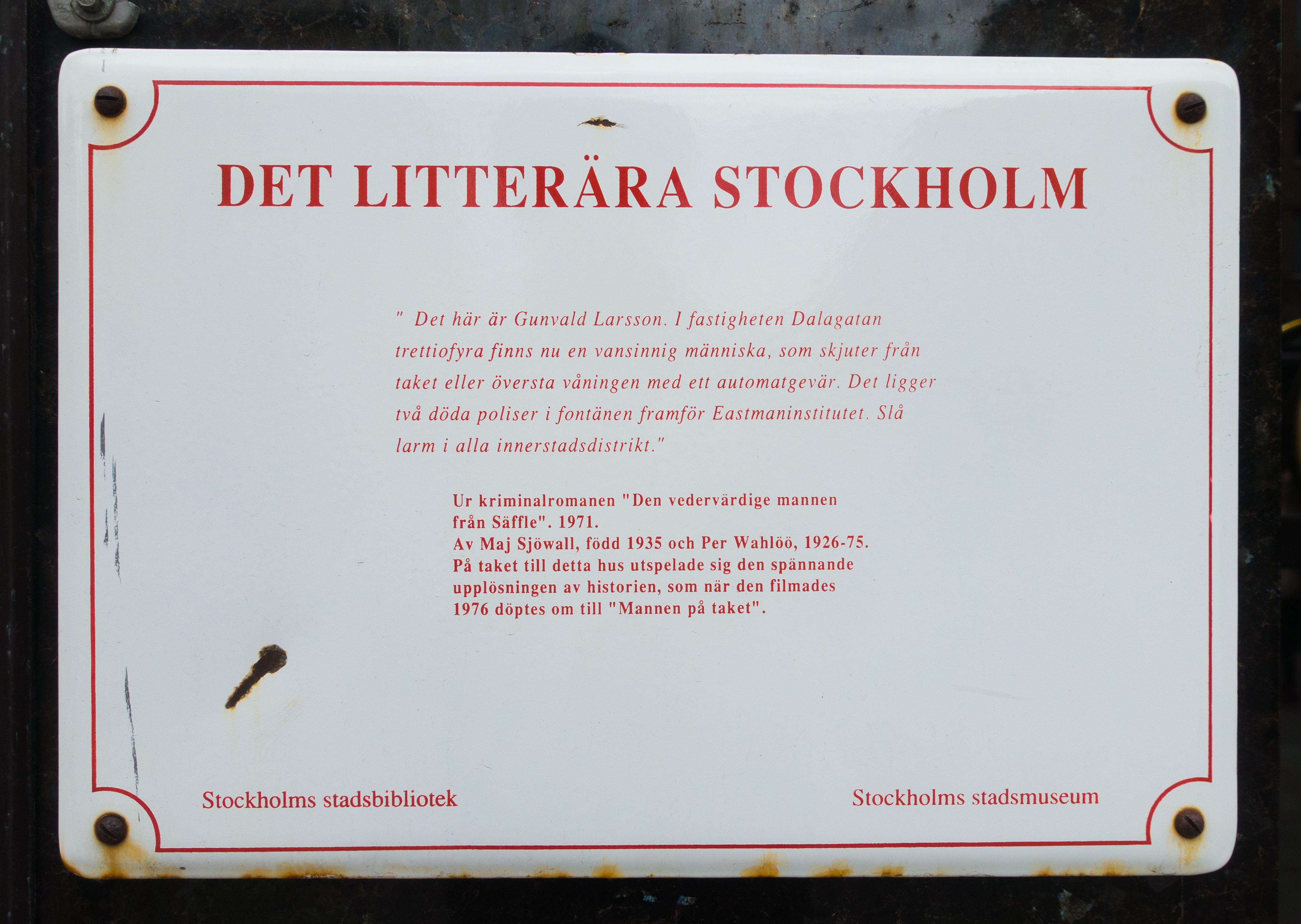
Dalagatan 34 med ett citat ur Sjöwall Wahlöös "Den vedervärdige mannen från Säffle".

En litterär skylt finns sedan 1992 uppsatt på Dalagatan 34 i Stockholm med ett citat ur Den vedervärdige mannen från Säffle:
| ” | Det här är Gunvald Larsson. I fastigheten Dalagatan trettiofyra finns nu en vansinnig människa, som skjuter från taket eller översta våningen med ett automatgevär. Det ligger två döda poliser framför Eastmaninstitutet. Slå larm i alla innerstadsdistrikt. | „ |

### Tillsammans med Per Wahlöö
- 1965 – Roseanna
- 1966 – Mannen som gick upp i rök
- 1967 – Mannen på balkongen
- 1968 – Den skrattande polisen
- 1969 – Brandbilen som försvann
- 1970 – Polis, polis, potatismos!
- 1971 – Den vedervärdige mannen från Säffle
- 1972 – Det slutna rummet
- 1974 – Polismördaren
- 1975 – Terroristerna
- 2007 – Sista resan och andra berättelser

### Andra böcker
- 1989 – Sjöwall, Maj; Nielsen Bjarne (på danska). Dansk Intermezzo: novelle. Pinkertons novellebibliotek ; 3. København: Pinkerton. Libris 7731413 (danska)
- 1990 – Sjöwall, Maj; Ross Tomas. Kvinnan som liknade Greta Garbo. Stockholm: Norstedt. ISBN 91-1-902492-4

### Översättningar (urval)
- Gordon Parks: Kunskapens träd (The learning tree) (översatt tillsammans med Per Wahlöö) (Lindqvist, 1965)
- Noel Behn: Brevet till Kreml (The Kremlin letter) (översatt tillsammans med Per Wahlöö) (Norstedt, 1967)
- Ed McBain: Hämnden (Killer's payoff) ((översatt tillsammans med Per Wahlöö) (PAN/Norstedt, 1968)
- Poul Ørum: Bara sanningen (Kun sandheden) (Gidlund, 1976)
- Harry Mark Petrakis: Hämndens dagar (Days of vengeance) (Bra böcker, 1985)
- T. Jefferson Parker: Lögnare skall brinna (Laguna heat) (översatt tillsammans med Åke Sjöwall) (Norstedt, 1987)
- Robert B. Parker: Kidnapparna (God save the child) (översatt tillsammans med Åke Sjöwall) (Hammarström & Åberg, 1988)
- Anne Holt: Saliga äro de som törsta ... (Salige er de som tørster) (Norstedt, 1995)
- Olav Hergel: Flyktingen (Flygtningen) (Piratförlaget, 2006)
- Gretelise Holm: Ministermordet (Nedtælling til mord) (Piratförlaget, 2008)
- Anne Holt: Frukta inte (Pengemannen) (översatt tillsammans med Margareta Järnebrand) (Piratförlaget, 2010)

## Priser och utmärkelser
- 1968 – Sherlock-priset för romanen Den skrattande polisen.[32]
- 1971 – Edgarpriset för Den skrattande polisen.[33]
- 2006 – Rivertonklubbens internationella hederspris
- 2013 – Jan Myrdals stora pris – Leninpriset.[34]